# Defecto cristalino
Un defecto cristalino es cualquier perturbación en la periodicidad de la red de un sólido cristalino. El cristal perfecto es un modelo ideal, en el que las diferentes especies (ya sean moléculas, iones o átomos neutros) están colocados de forma periódica y regular, extendiéndose hasta el infinito. En la realidad, cualquier cristal presenta defectos en este modelo ideal, empezando por el hecho de que no hay cristales infinitos.
Son estos defectos cristalinos los que dan determinadas propiedades a la materia, como la deformación plástica, la resistencia a la rotura, la conductividad eléctrica, el color, la difusión, entre otras.

## Clasificación

### Según sean intrínsecos o extrínsecos
- Intrínsecos: propios del material; por ejemplo el NaCl presenta defectos al azar traducidos en vacancias de iones de sodio y cloro.
- Extrínsecos: que presentan impurezas, es decir, una especie química ajena a los componentes originales de la red se posiciona dentro de esta; por ejemplo, el rubí y la esmeralda presentan impurezas de cromo (III) que le generan el color rojo y verde, respectivamente.

### Según su dimensión
Se distinguen 4 tipos de defectos:
- Puntuales: de 0 dimensiones, afectan a un punto de red, perturbando únicamente a los vecinos más próximos:

- Vacante o vacancia: el defecto vacante aluce a un átomo que se encuentra normalmente en la red cristalina y deja de estarlo, dejando así un espacio vacío. Provocando que los planos atómicos lindantes al hueco tengan una leve distorsión de compresión. En ocasiones este sitio es ocupado por un electrón, conocido como centro F; F de la palabra alemana farbe que significa "color".

- Átomo intersticial, cuando un átomo extra se introduce en un lugar de la estructura cristalina donde no se encuentra normalmente.

- Átomo sustitucional, cuando se sustituye un átomo de la estructura cristalina por otro. Se debe tomar en cuenta que el radio del átomo no debe ser diferente de un 15% ya sea en mayor o menor proporción ya que podrían ocurrir perturbaciones en el material. Un átomo de mayor radio hará que los átomos vecinos sufran una compresión, y un átomo sustituido de menor radio hará que los átomos vecinos sufran una tensión.

- Defecto Frenkel, una combinación entre el defecto de vacancia e intersticial, donde un átomo que se encuentra en un lugar normal de la estructura cristalina salta hacia un lugar intersticial dejando así una vacancia.

- Defecto Schottky o de par iónico. Es un par de vacancias que se presentan en los cristales iónicos, donde se debe mantener un equilibrio en la estructura cristalina. Cuando se deja una vacancia de un anión, también debe dejarlo un catión para mantener la electroneutralidad en la red. Un ejemplo común de este defecto es el NaCl.

- Defectos lineales: se extienden en una dirección, y afectan a una fila de puntos de red:

- Dislocaciones

- Defectos de superficie: se extienden en dos dimensiones:

- Superficie del cristal.
- Borde, frontera o límite de grano.
- Defectos de apilamiento.
- Maclas.

- Defectos volumétricos: de 3 dimensiones, distorsionan fuertemente la red. Suelen estar formados por la agrupación de defectos puntuales:

- Cavidades.
- Precipitación de fases.